# 서현철
서현철(1965년 5월 19일 ~ )은 대한민국의 배우이다.

## 출연작

### 드라마
- 2010년 KBS2 수목드라마 《신데렐라 언니》 ... 털보 장씨 역
- 2010년 KBS1 주말드라마 《근초고왕》 ... 염보 역
- 2011년 SBS 수요드라마 《웰컴 투 더 쇼》
- 2011년 KBS2 단막극 《드라마 스페셜 - 남파 트레이더 김철수씨의 근황》 ... 박 역
- 2011년 KBS2 단막극 《드라마 스페셜 - 완벽한 스파이》 ... 반장 역
- 2011년 KBS2 단막극 《드라마 스페셜 - 동일범》 ... 최경록 역
- 2011년 KBS1 일일드라마 《우리집 여자들》 ... 최두호 역
- 2012년 MBC 수목드라마 《해를 품은 달》 ... 심산 역
- 2013년 SBS 주말드라마 《출생의 비밀》 ... 고은표 역
- 2013년 KBS2 월화드라마 《굿 닥터》 ... 병수 역
- 2013년 MBC 주말드라마 《황금 무지개》 ... 강동팔 역
- 2014년 KBS2 단막극 《드라마 스페셜 - 돌날》 ... 성기 역
- 2014년 KBS2 주말드라마 《참 좋은 시절》 ... 한빈 / 황길상 역
- 2014년 MBC 월화드라마 《야경꾼 일지》 ... 민중서 역
- 2015년 KBS1 주말드라마 《징비록》 ... 이일 역
- 2015년 KBS2 단막극 《드라마 스페셜 - 바람은 소망하는 곳으로 분다》 ... 문종대 역
- 2015년 KBS2 수목드라마 《어셈블리》 ... 서동재 역
- 2015년 SBS 월화드라마 《육룡이 나르샤》 ... 장삼봉 역
- 2015년 MBC 수목드라마 《달콤살벌 패밀리》 ... 서철중 역
- 2016년 KBS1 주말드라마 《장영실》 ... 최복 역
- 2016년 MBC 수목드라마 《한 번 더 해피엔딩》 ... 구청직원 역
- 2016년 SBS 금요드라마 《미스터리 신입생》 ... 오인국 역
- 2016년 SBS 수목드라마 《원티드》 ... 김상식 역
- 2016년 tvN 금토드라마 《굿 와이프》 ... 손병호 판사 역
- 2016년 tvN 금토드라마 《신데렐라와 네명의 기사》 ... 은기상 역
- 2016년 KBS2 수목드라마 《오 마이 금비》 ... 공길호 역
- 2016년 KBS2 금요드라마 《마음의 소리》 ... 오차장 역
- 2017년 tvN 월화드라마 《써클: 이어진 두 세계》 ... 홍진홍 역
- 2017년 KBS2 수목드라마 《맨홀 - 이상한 나라의 필》 ... 수진 부 역
- 2017년 tvN 월화드라마 《변혁의 사랑》 ... 김기섭 역
- 2018년 tvN 월화드라마 《시를 잊은 그대에게》 ... 양명철 역
- 2018년 KBS1 일일드라마 《내일도 맑음》 ... 이상훈 역
- 2019년 KBS2 단막극 《KBS 드라마 스페셜 - 집우집주》 ... 조현석 역
- 2019년 tvN 주말드라마 《날 녹여주오》 ... 황갑수 역
- 2019년 KBS2 수목드라마 《99억의 여자》 ... 오대용 역
- 2020년 KBS2 월화드라마 《그놈이 그놈이다》 ... 서호준 역
- 2021년 tvN 주말드라마 《해피니스》
- 2022년 JTBC 수목드라마 《서른, 아홉》 ... 정찬영 아버지 역
- 2022년 JTBC 주말드라마 《기상청 사람들 : 사내연애 잔혹사 편》 ... 유진의 새 아버지 역 (특별출연)
- 2022년 SBS 금토드라마 《소방서 옆 경찰서》 ... 백참 역
- 2023년 KBS2 월화드라마 《가슴이 뛴다》 … 주동일 역
- 2023년 tvN 월화드라마 《소용없어 거짓말》 ... 장중규 역
- 2023년 SBS 금토드라마 《소방서 옆 경찰서 그리고 국과수》 ... 백참 역
- 2023년 쿠팡플레이 오리지널 드라마 《소년시대》 … 장학수 역
- 2023년 JTBC 토일드라마 《웰컴투 삼달리》 … 조판식 역
- 2024년 JTBC 토일드라마 《정숙한 세일즈》 … 서현식 역
- 2025년 KBS2 수목드라마 《빌런의 나라》 … 서현철 역
- 2025년 JTBC 토일드라마 《굿보이》 … 황경철 역
- 2025년 KBS2 수목드라마 《남주의 첫날밤을 가져버렸다》 … 차호열 역

### 뮤지컬
- 《그날들》 ... 운영관 역
- 《광주》 ... 오활사제 역
- 2023년 《그날들》 ... 운영관 역 (2023.7.12 ~ 2023.9.3 예술의전당 오페라극장)

### 영화
- 1996년 《정글 스토리》 ... 공무원 역
- 2006년 《양아치어조》 ... 룸싸롱 중년 역
- 2010년 《김종욱 찾기》 ... 고객 2 역
- 2013년 《사이코메트리》 ... 고반장 역
- 2013년 《시나리오 가이드》(단편) ... 기성 역
- 2017년 《부라더》 ... 노암종손 역
- 2019년 《블랙머니》 ... 임승만 역
- 2021년 《미션 파서블》 ... 형사 반장 역
- 2024년 《파일럿》 ... 동료기장 역 (특별출연)

### 방송
- 2015년 MBC 《황금어장 라디오스타》 424회 : 두 얼굴의 사나이 특집 (with 정웅인, 장현성, 최원영)
- 2017년 MBC 《황금어장 라디오스타》 513회 : "이렇게 뜰 줄 알아쓰까~(?)" 특집! (with 장혁진, 민진웅, 박경혜)
- 2017년 SBS 《싱글와이프》
- 2017년 KBS1 《KBS 스페셜 - 불안한 미래, 빈집쇼크》 내레이션
- 2019년 MBC 《황금어장 라디오스타》 648회 : - "까불지마" 특집 (with 김종민, 이규성, 다원)
- 2020년 KBS2 《옥탑방의 문제아들》61회
- 2021년 tvN 《동굴캐슬》
- 2023년 JTBC 《듣고보니 그럴싸》
- 2024년 SBS 《신발 벗고 돌싱포맨》

### 광고
- 2015년 : 미래에셋생명
- 2017년 : 진에어
- 2020년 : 한국얀센 타이레놀 한예리, 최유라
- 2021년 : 원스토어

## 수상
- 1995년 한국연출가협회 신춘문예 최우수연기상
- 2006년 동아연극상 신인연기상
- 2011년 연극열전3 어워즈 배우상
- 2011년 제6회 골든티켓어워즈 연극 남자배우상
- 2024년 제10회 에이판 스타 어워즈 남자 연기상